# Macrotyloma tenuiflorum
Macrotyloma tenuiflorum là một loài thực vật có hoa trong họ Đậu. Loài này được (Micheli) Verdc. miêu tả khoa học đầu tiên.